# Live at the Bonnaroo Music Festival
Live at the Bonnaroo Music Festival to cykl koncertów, które za pośrednictwem strony internetowej festiwalu można ściągać do własnego komputera i stworzyć swój własny album. Koncert Rachael Yamagata odbył się 12 czerwca 2004 roku na Bonnaroo Music Festival w Manchester, w stanie Tennessee.

## Lista utworów
1. Be Be Your Love 05:51
2. Letter Read 03:54
3. Collide 04:58
4. Paper Doll 05:43
5. Woman 05:26
6. Worn Me Down 04:29
7. Under My Skin 04:28
8. These Girls 06:39
9. Faster 03:55
10. Sunday Afternoon